# McCormick F-240
Le McCormick F-240 est un modèle de tracteur agricole produit par l'entreprise International Harvester sous la marque McCormick.
De puissance moyenne pour l'époque (30 ch) et propulsé par un moteur Diesel, il est produit de 1962 à 1965 dans l'usine française de Saint-Dizier.

## Historique
Après avoir massivement importé en Europe ses tracteurs Farmall dans le cadre du plan Marshall, International Harvester doit produire des engins qui correspondent mieux aux exigences des agriculteurs européens. La création d'usines en Europe, comme celles de Saint-Dizier en France ou de Neuss en Allemagne est déterminante pour répondre à cette demande.
Il faut construire des tracteurs compacts, polyvalents, modernes et pourvus d'un moteur diesel. Assemblé à Saint-Dizier, le McCormick F-240 est produit de 1962 à 1965. Il assure, avec les autres tracteurs de la même série, la transition vers les tracteurs de la gamme « Common Market », arrivés sur le marché à partir de 1965, et dont le principal atout est un moteur à injection directe.

## Caractéristiques
Le McCormick F-240 est motorisé par un groupe fourni par International Harvester. Ce moteur Diesel à quatre cylindres (alésage de 81 mm pour une course de 101,6 mm) en ligne possède une cylindrée totale de 2 097 cm3. Il développe une puissance maximale de 30 ch à 1 800 tr/min. Ce tracteur fait partie des derniers produits par International Harvester et équipés d'un moteur à injection indirecte.
La boîte de vitesses est très élaborée puisqu'elle offre douze rapports avant, répartis en deux gammes et tous synchronisés, ainsi que deux rapports arrière. La vitesse maximale du tracteur est de 21,63 km/h en version standard.
Le tracteur possède plusieurs caractéristiques modernes pour des engins du début des années 1960, comme des freins à disque, un dispositif d'attelage complet avec une prise de force et un relevage (capacité de 1 200 kg) ainsi qu'un poste de conduite ergonomique avec un tableau de bord complet.
Le F-240 est disponible en trois versions, standard, Farmall (garde au sol plus importante) et verger-vigne (tracteur étroit).